# Kasane
Kasane é uma cidade localizada no distrito de Chobe em Botswana que fica perto dos 'Quatro Cantos da África', onde quatro países se encontram: Botswana, Namíbia, Zâmbia e Zimbabwe. Com uma população de 9 008 habitantes, é o maior lugar habitado de Chobe e funciona como seu centro administrativo.

## Ligações Externas
- accommodations list from governmental Botswana Tourism Board
- blog :campsites and accommodations from "Maun selfdrive 4x4"